# Isbrytning i Sverige

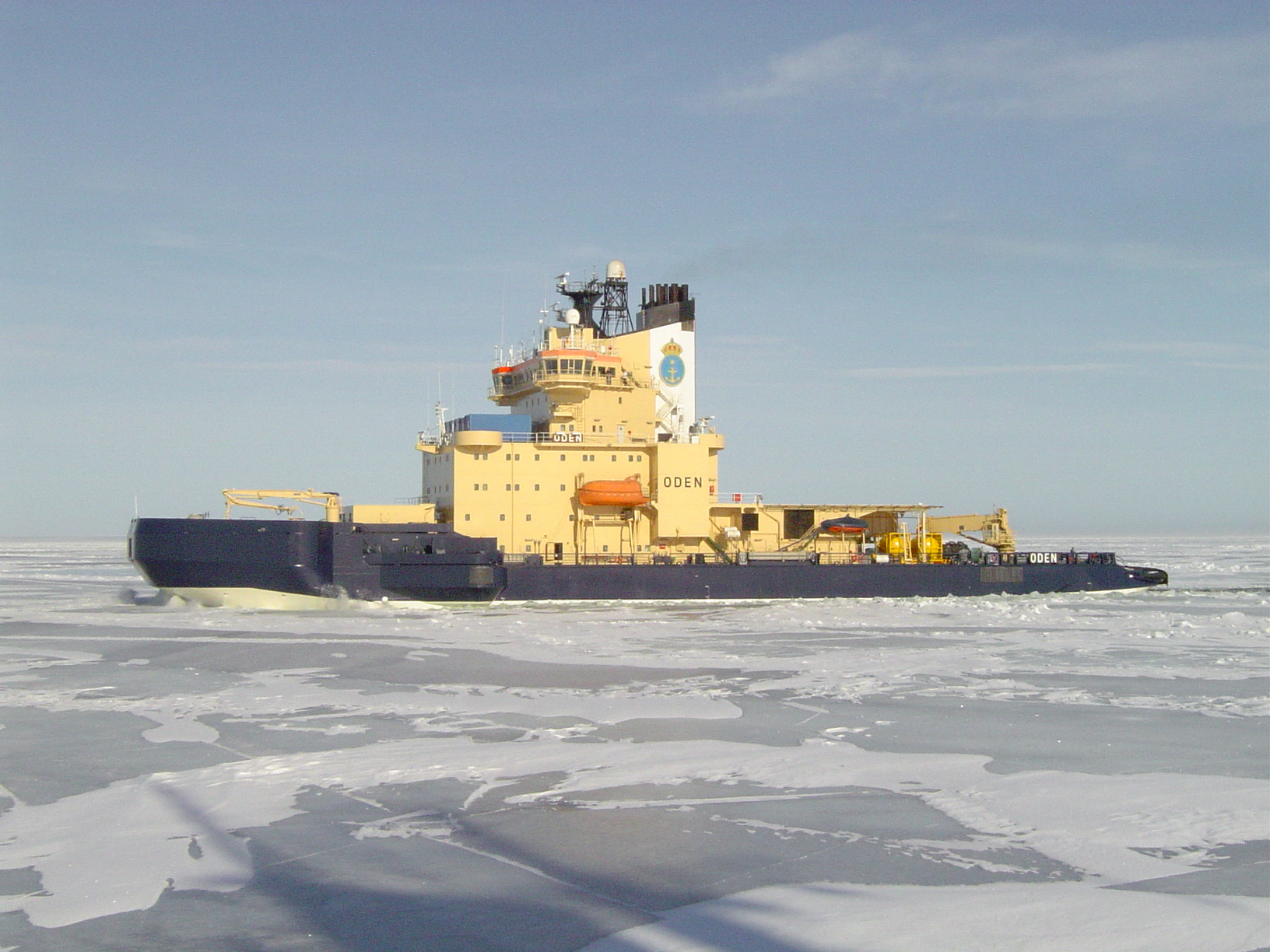
Oden, Sveriges största isbrytare.

Isbrytaren Göta Lejon med Rolf von Bahrs autogiro SE-AEA under en av isvintrarna under tidigt 1940-tal.

Isbrytning i Sverige utförs av tio isbrytare som bryter is runt Sveriges kuster för att göra det möjligt för handelsfartyg att använda de svenska hamnarna året runt. Normalt pågår isbrytarsäsongen från nyår till slutet av maj. Isbrytning har bedrivits i Sverige sedan slutet av 1800-talet och sedan 1926 sköts den av staten.  Ansvaret för isbrytningen ligger hos Sjöfartsverket och verksamheten leds från isbrytarledningen i Norrköping. Bemanningen av isbrytarna sköttes tidigare av Marinen, men sedan år 2000 är besättningarna civila. Den totala kostnaden för den svenska isbrytningen ligger på drygt 350 miljoner kronor per år och för att ekonomiskt effektivisera isbrytningen sker ett omfattande samarbete mellan samtliga Östersjöländers isbrytartjänster. År 2000 var det över 30 år sedan någon av de viktiga Bottenvikshamnarna varit tvungen att stänga på grund av isförhållandena.

## Historik

### De första isbrytarna

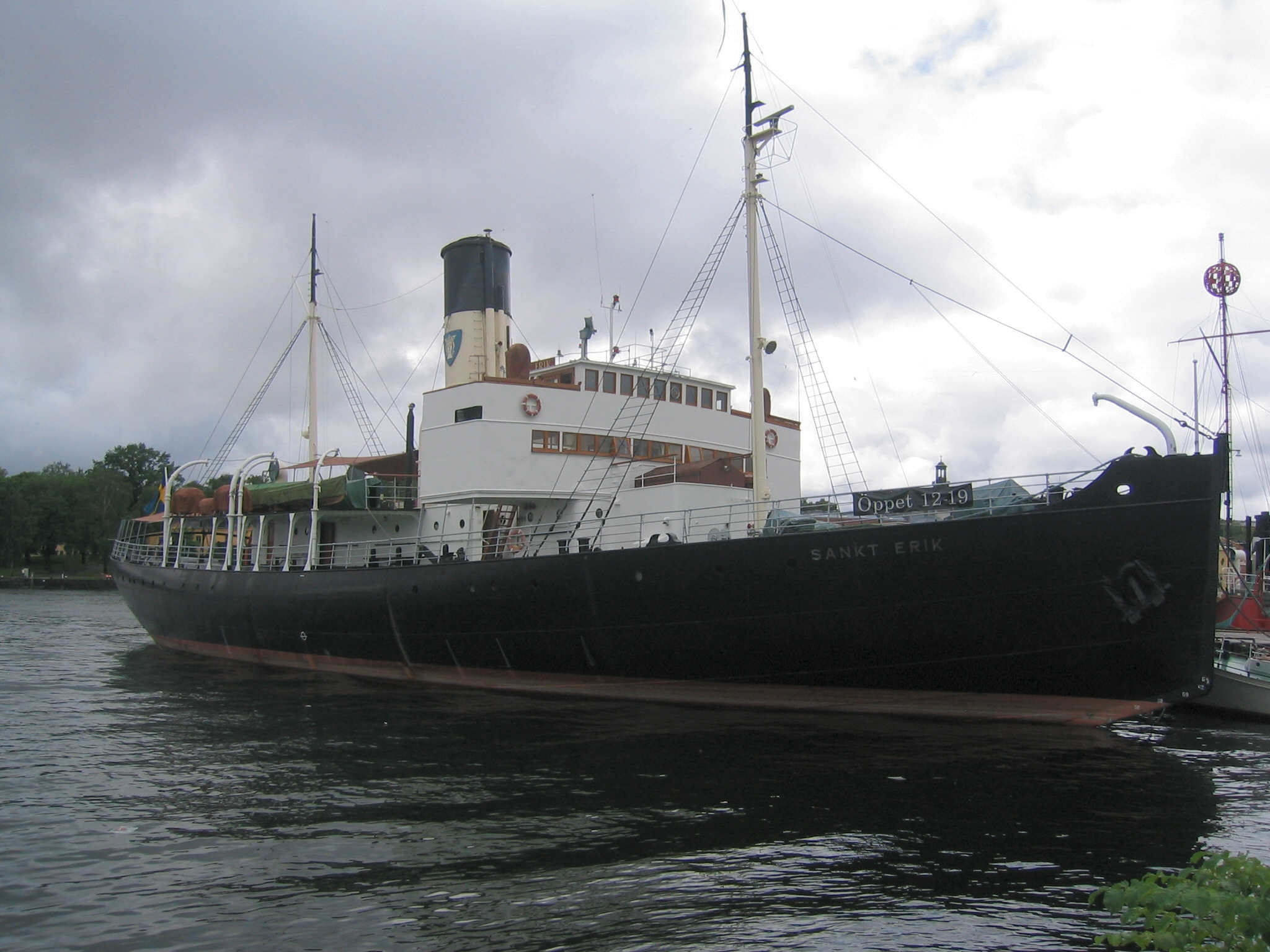
S/S Sankt Erik, tidigare Stockholms hamns Isbrytaren II

Innan Sverige byggde sina första isbrytare blev Östersjön och även västkusten vid svåra vintrar ofarbara från att isen lade sig i oktober/november till islossningen i maj utan att något kunde göras åt det. Detta innebar att de svenska segelskutorna, som var byggda av trä, blev hamnliggande en stor del av året. Under senare delen av 1800-talet blev ångfartyg allt vanligare och eftersom dessa var byggda av stål fanns nu kraften och styrkan i skrovet att gå i is.
De första svenska isbrytarna ägdes privat eller kommunalt och nyttjades till att hålla de större hamnarna öppna. Den första var Isbrytaren som sjösattes vid Lindholmens varv 1883 för att kunna hålla Göteborgs hamn isfri, även under de strängaste vintrar. Isbrytaren kunde bryta upp till 60 centimeter tjock is utan vallar. I issörja fungerade hon dock sämre och 1893, när all trafik behövde assistans från Skagen, räckte inte en enda isbrytare till. År 1895 levererades därför Isbrytaren II, som var av så kallad svensksundstyp. Typnamnet kom av att fartygets förskepp var designat efter den svenska kanonbåten Svensksund, som hade visat sig vara väl lämpad för gång i is. Skillnaden mellan denna skrovform och tidigare isbrytares var att svenskundstypen hade mer skarpa konkava linjer i förskeppet. Isbrytaren II fungerade så mycket bättre att den snart kom att ersätta Isbrytaren helt. I början av 2000-talet låg svensksundsprincipen till grund för hur isbrytare runt hela världen utformas. År 1932 kom Isbrytaren Göta Lejon i tjänst.
Malmö hamn lät 1894, på Kockums varv i staden, bygga isbrytaren S/S Bore av Hamburg(er)klass med tillverkningsnummer 70 och med fartygsbeteckning SELA för isbrytning i Malmö hamn och unik såtillvida att hon nu är världens äldsta isbrytare. Ångmaskinen tillverkades av Motala Verkstad med tillverkningsnummer:664 (se "Motala industrimuseum"). Fartyget var också ämnat som reserv, post och passagerarfärja mellan Malmö och Köpenhamn för svåra isvintrar. Fartyget var under båda världskrigen rekvirerat av Marinen som kanonbåt och var således då bestyckat. Efter att ha haft Västerås som hemmahamn under många år har S/S Bore nu, sedan 2012, åter Malmö som hemmahamn och är i funktionsdugligt originalskick. Vissa modifieringar i enlighet med Transportstyrelsens regelverk till exempel radar, GPS och så vidare har dock gjorts för att möjliggöra drift till sjöss som traditionsfartyg med passagerare.  
Stockholms hamn byggde två stycken som också hette Isbrytaren I och Isbrytaren II. Isbrytaren II var tillräckligt stark för att kunna användas även på öppet hav, varför staten skaffade sig dispositionsrätt över fartyget och kunde använda det på andra platser än i Stockholm. I början av 1900-talet byggde även Gävles, Norrköpings och Luleås hamnar isbrytare.

### Statsisbrytarna

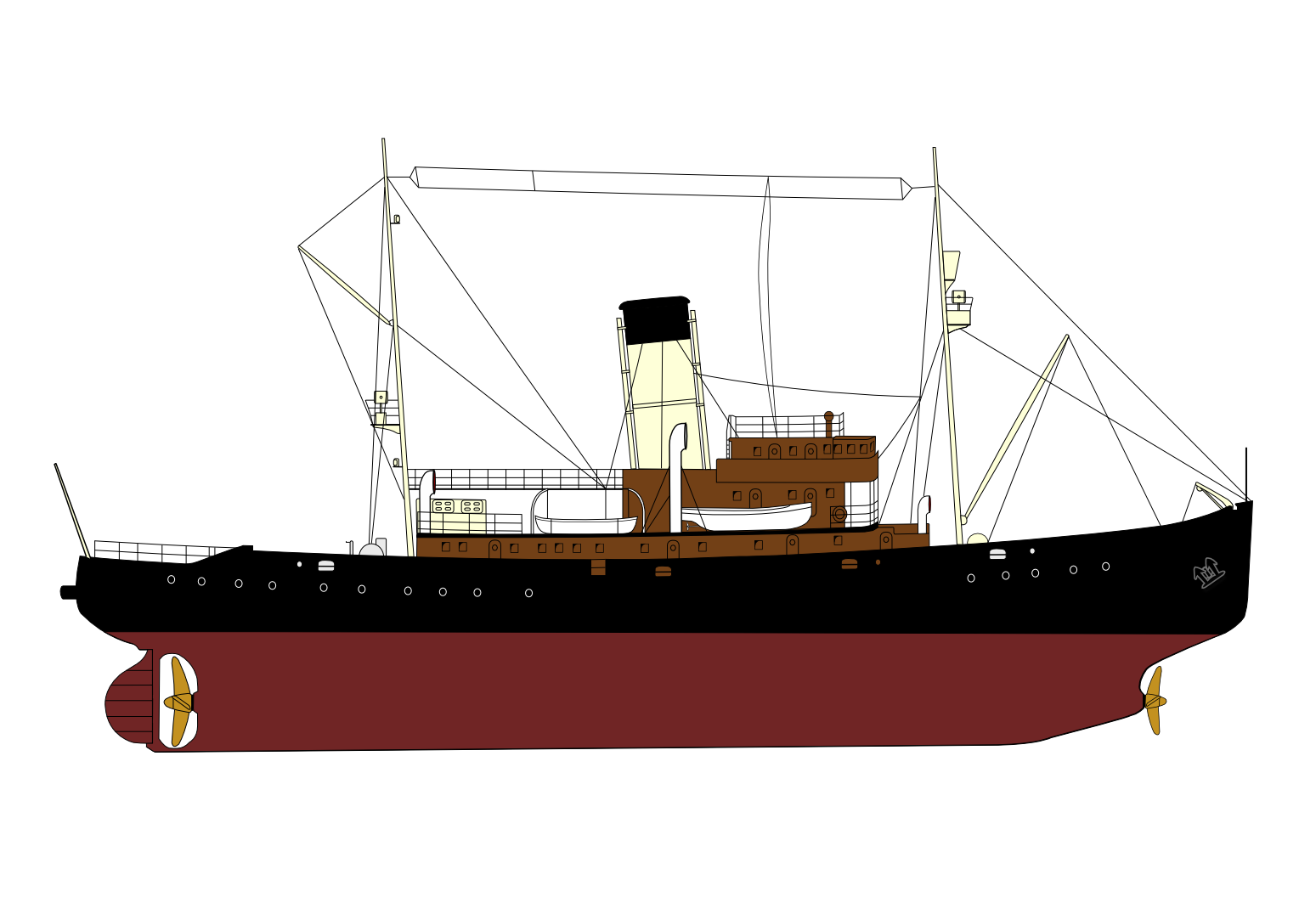
Atle, den första statsisbrytaren.

Den första statligt ägda isbrytaren levererades 1926 från Lindholmens varv i Göteborg och fick namnet Statsisbrytaren. Denna fick efter de tidigare erfarenheterna en propeller i fören och en i aktern. 1932 levererades från Kockums i Malmö Ymer (I) som var världens första isbrytare med diesel-elektrisk framdrift. Statsisbrytaren fick då det nya namnet Atle. Med dessa två isbrytare kunde man bedriva viss vintersjöfart, men många hamnar var fortfarande tvungna att stänga under delar av året.
På grund av 1930-talets milda isvintrar sågs inget brådskande behov att utöka isbrytarflottan, så Atle (I) och Ymer (I) arbetade ensamma i tjugo år till dess att Thule levererades från örlogsvarvet i Karlskrona år 1953. Thule konstruerades för att ha ett mindre djupgående än Atle och Ymer, då dessa gick för djupt för att bekymmersfritt kunna assistera i Öresund. Med Thule utökades isbrytarkapaciteten avsevärt, men snart behövde Atle ersättas och då Thule inte var kraftig nog att ersätta henne, stod det klart att ytterligare en isbrytare behövde anskaffas. År 1957 levererades Oden. Till skillnad från tidigare isbrytare, som byggts i Sverige, beställdes Oden från Wärtsilä i Helsingfors som redan hade tillverkat fartyg av denna typ till den finska och sovjetiska isbrytarflottan. Oden var den första av sju kommande isbrytare som byggdes i Finland.
I början av 1960-talet skedde en utbyggnad av industrin i norra Sverige. Bland annat beräknades massa- och pappersfabrikerna öka sin in- och utskeppning med en miljon ton, eller 35 procent. Man ansåg därför att en förstärkning av isbrytarverksamheten var samhällsekonomiskt gynnsam. Då Ymer började närma sig tidpunkten för att läggas i reserv anskaffades två nya isbrytare, Tor och Njord från Wärtsilä.
Till och med början på 1970-talet begränsades fartygstrafiken i Göta älv från Vänern till Göteborg av begränsat djup i kanalen och isbildning på vintrarna. Man utredde möjligheterna att ersätta denna trafik med lastbilar, men då detta beräknades bli mindre ekonomiskt byggdes kanalen ut och isbrytaren Ale köptes från Wärtsilä för att ge kanalen större kapacitet.
På 1970-talet kom även krav på ytterligare utökad vintersjöfart på Norrlandskusten. 1974 levererades därför Atle (II) för att möjliggöra trafik upp till Umeå under normala isförhållanden. Då planerna för projektet Stålverk 80 presenterades år 1973 beslutade man att bygga ytterligare två fartyg av denna typ, Frej och Ymer (II) som tillsammans bildar Atle-klassen. Stålverk 80 kom visserligen inte att förverkligas, men isbrytarna var redan påbörjade och den sista levererades 1977.
År 1989 levererades Oden (II) från Arendalsvarvet i Göteborg för att ersätta Thule och Oden (I), och i början av 2000-talet levererades de tre fartygen i Viking-klassen från Havyard Leirvik i Norge för att ersätta Tor och Njord.

### Nya statsisbrytare
År 2015 inledde Sjöfartsverket arbetet med att projektera ersättare för de äldsta statsisbrytarna. Upphandling av två nya isbrytare väntas ske 2022, efter det att regeringen i juni 2022 avsatt medel. Kostnaden beräknades 2021 till 1,4–2,0 miljarder kronor per fartyg. De nya isbrytarna ska kunna bryta bredare rännor än de nuvarande.

## Sveriges isbrytarflotta

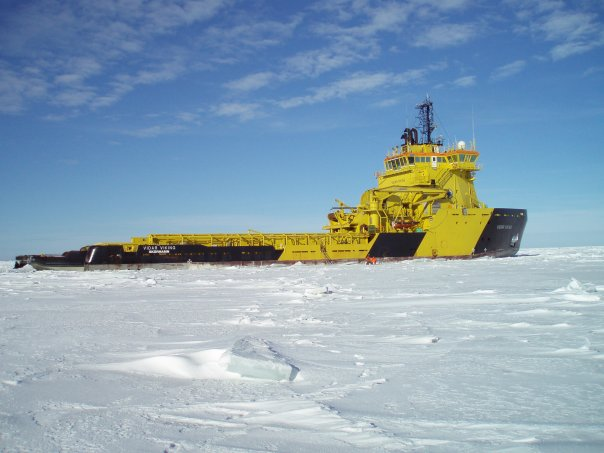
Vidar Viking i Östersjön.

Sverige har i dagsläget tillgång till åtta isbrytare. Atle, Frej och Ymer är renodlade isbrytare som enbart används för isbrytarassistans, från maj till nyår ligger de outnyttjade. Tillsammans med Oden var de tidigare stationerade i Värtahamnen i Stockholm, men för att öka effektiviteten har alla fyra nu Luleå som hemmahamn, medan de är registrerade i Norrköping. För att kunna utnyttja isbrytare året runt byggdes Oden med arktisk isklass, vilket gör det möjligt för den att kunna utföra expeditioner till Arktis och Antarktis..
Ale har sedan vintern 2007/2008 legat stationerad tillsammans med resten av isbrytarna i Luleå. Tidigare var hon när isbrytning inte behövdes också sjömätningsfartyg.
För att ytterligare ekonomiskt effektivisera isbrytarna byggdes de tre senaste fartygen Tor Viking, Balder Viking och Vidar Viking som kombinerade isbrytare och offshorefartyg. Fartygen ägdes av Viking Supply Ships AS och större delen av året användes de för att bland annat flytta oljeriggar på Nordsjön. I gengäld för att Sjöfartsverket betalade 180 av de 900 miljonerna fartygen kostade, och därefter betalar en viss ersättning, kunde de under issäsongen med tio dagars varsel sättas in som isbrytare i Östersjön. Detta avtal löper fram till år 2015 med möjlighet till förlängning upp till ytterligare 15 år. Sjöfartsverket avvecklade hösten 2012 sitt kontrakt om utnyttjande av Vidar Viking då man gjort bedömningen att man kan klara verksamheten med hjälp av de två återstående Viking-isbrytarna. Vid stränga vintrar kan även Sjöfartsverkets båda arbetsfartyg Scandica och Baltica sättas in som reservisbrytare.
Vidar Viking, Tor Viking II och Balder Viking såldes i augusti 2018 av Viking Supply Ships AS till Kanada.

### Finansiering
I Sverige var det från början Handelsdepartementets anslag som bekostade isbrytningsverksamheten. Det innefattar drivmedel, kläder samt annan utrustning. Löner betalades ut av svenska Marinen. För att få in de medel som behövdes höjde man till en början fyr- och båkavgiften. Det kom senare förslag på att man borde införa en särskild isbrytningavgift som skulle betalas av fartyg som fick isbrytarassistans, men det blev aldrig verklighet; istället finansieras isbrytningen i dag av de farledsavgifter som samtliga fartyg som trafikerar svenska farvatten betalar. Det innebär att också fartyg som kommer till Sverige på sommaren eller till den isfria Västkusten på vintern likväl måste betala för isbrytningen, som slukar en stor del av de inkomster som farledsavgifterna ger. Eftersom det kan ge en konkurrensnackdel för Sverige, och EG-domstolen säger att fartyg inte skall behöva betala för mer tjänster än vad de får ut för avgifterna, har det föreslagits att man borde finansiera isbrytningen på annat vis.

### Den militära tiden

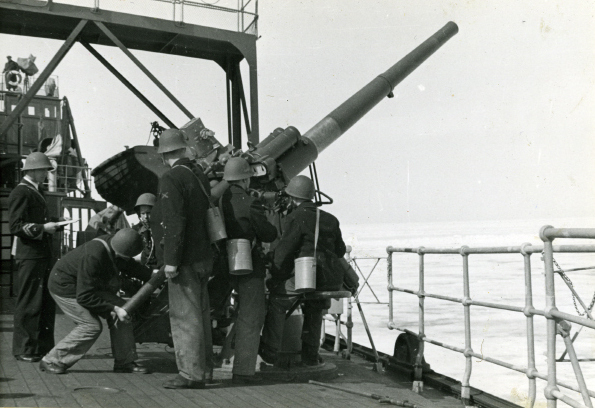
75 mm kanon på Ymer I under andra världskriget.

När den svenska riksdagen år 1925 beställde isbrytaren Atle I, beslutade man att isbrytningsverksamheten skulle bli en del av Marinen. Anledningen till detta var att isbrytningen var en så ny och annorlunda verksamhet, och Marinen var de som hade bäst organisation för att operera fartyg. När andra världskriget bröt ut 1939 hade Sverige två isbrytare, Atle I, och Ymer I. Inför kriget bestyckades Atle I med fyra stycken kanoner M/89, två i aktern och två i fören, samt med fyra kulsprutor för luftvärnseld. Besättningen utökades även, från 44 till 71 man. Ymer bestyckades med fyra stycken 75 mm luftvärnskanoner och fyra kulsprutor. Besättningen utökades från 42 till 85 man. Sedan dess har samtliga svenska isbrytare, byggts med fundament för bestyckning. På Ale monterades fundamenten på fördäck bort i slutet på 1990-talet. Sedan Thule byggdes har skroven dessutom varit utrustade med ett elektriskt minskydd, som skydd mot magnetminor. Isbrytarna Tor, Njord, Atle-klassen samt Oden var även utrustade med rälsar för minläggning på akterdäck och kunde därför också användas som minfartyg.
Den 21 oktober 1999 gav regeringen Försvarsmakten och Sjöfartsverket uppdraget att utreda frågan rörande övergång från militär till civil bemanning. Utredningen visade att civil bemanning skulle bli mer kostnadseffektiv, och redan år 2000 genomfördes övergången då besättningarna blev civila och bestyckningen togs bort.

### Drift
Under den militära tiden bestod besättningen av officerare och värnpliktiga från Flottan. Besättningarna var tidigare mycket större än var de är i dag. Det berodde delvis på att det fanns fler befattningar då, som sjukvårdare och köksmästare, men främst på att mycket av vad som i dag sköts automatiskt då sköttes för hand; exempelvis fanns från början på Atle-klassen ”radiotjänstledare” och tre stycken ”radiomän”, något som sedan inte behövdes när radiosystemet blev mer lätthanterligt och kunde skötas av styrmännen.
När fartygen övergick till drift i civil regi bantades besättningarna drastiskt. Sju styrmän blev till fem, sex matroser blev till tre, och flera befattningar togs bort. Atle-klassens besättning minskade från 41 man till omkring 18, från början hade den varit 66 man.
Sedan 2000 har isbrytarna drivits på kontrakt av först samriskföretaget Trans Viking Icebreaking & Offshore, och senare Viking Supply Ships AS. Nuvarande kontrakt slöts i maj 2015 och gäller sju år.
Men när avtalet går ut kommer Sjöfartsverket att ta över verksamheten och det senast i maj 2023.

## Isbrytning

### Isförhållanden

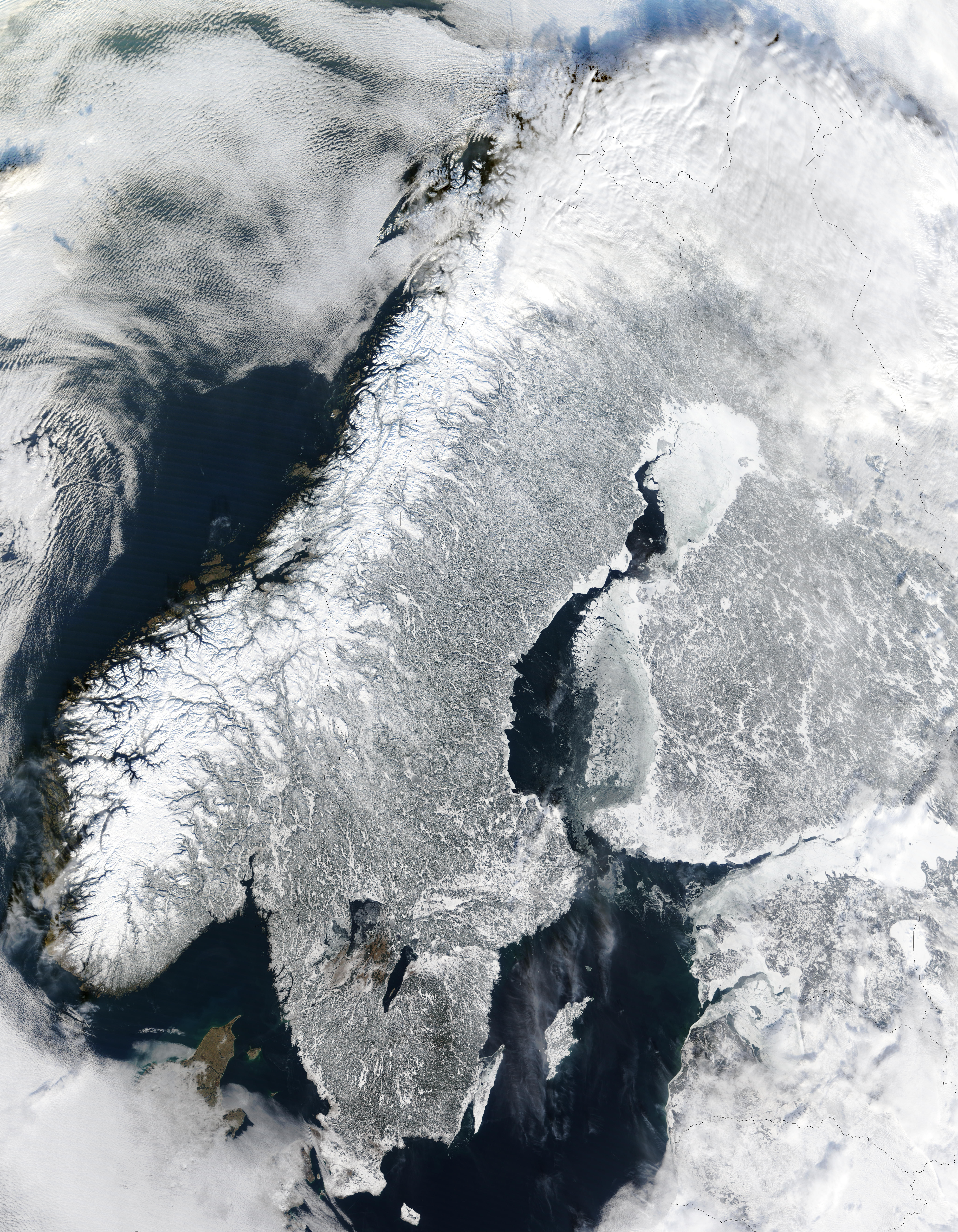
Skandinavien på vintern med Bottenviken och Bottenhavet delvis istäckta.

Behovet av isbrytning varierar kraftigt beroende på isvintrarnas svårighetsgrad, som delas in i lindriga, normala och stränga.
Under en lindrig isvinter täcks mindre än 98 000 kvadratkilometer av is, vilket innebär endast Bottenviken och Finska viken. Exempel på en lindrig isvinter är vintern 2007/2008, då var tre av de svenska isbrytarna i tjänst och utförde 186 assistanser och nio bogseringar.
Normala isvintrar har ett istäcke på upp till 193 000 kvadratkilometer, vilket innebär att hela Bottenviken, Finska viken, Bottenhavet samt delar av Östersjön är istäckt. Under sådana isförhållanden krävs fyra eller fem av de svenska isbrytarna. Ett exempel på en normal isvinter är säsongen 1993/1994 då isbrytarna utförde 1620 assistanser.
Under stränga isvintrar kan hela Östersjön och även Kattegatt och delar av Skagerack vara täckta av is. Vid sådana förhållanden behövs samtliga fem statsisbrytare samt även Viking-klassen och Scandica och Baltica i isbrytartjänst. Exempel på en sträng vinter var 1986/1987, då isbrytarna genomförde 4 107 assistanser och 771 bogseringar.
Isbrytningssäsongen pågår normalt ifrån början av januari till mitten av maj, med maximal isutbredning normalt i mars. En isvinters svårighetsgrad är omöjlig att förutse. Först i slutet av januari kan man göra en någorlunda tillförlitlig prognos.
Med isläget som underlag utfärdar Sjöfartsverket under issäsongen restriktioner för fartyg som skall trafikera istäckta farvatten. Endast de fartyg som uppfyller kraven på storlek och isklass kommer då att få assistans av isbrytare. Isklassningen som används är den svensk-finska standarden som delar in fartyg enligt följande:
| Isklass  | För trafik i                | För trafik i        |
| -------- | --------------------------- | ------------------- |
| 1A Super | extrema isförhållanden      | > 100 cm tjock is   |
| 1A       | svåra isförhållanden        | > 50 cm tjock is    |
| 1B       | medelsvåra isförhållanden   | 30 – 50 cm tjock is |
| 1C       | lätta isförhållanden        | 15 – 30 cm tjock is |
| II       | mycket lätta isförhållanden | 10 – 15 cm tjock is |

### Isbrytare

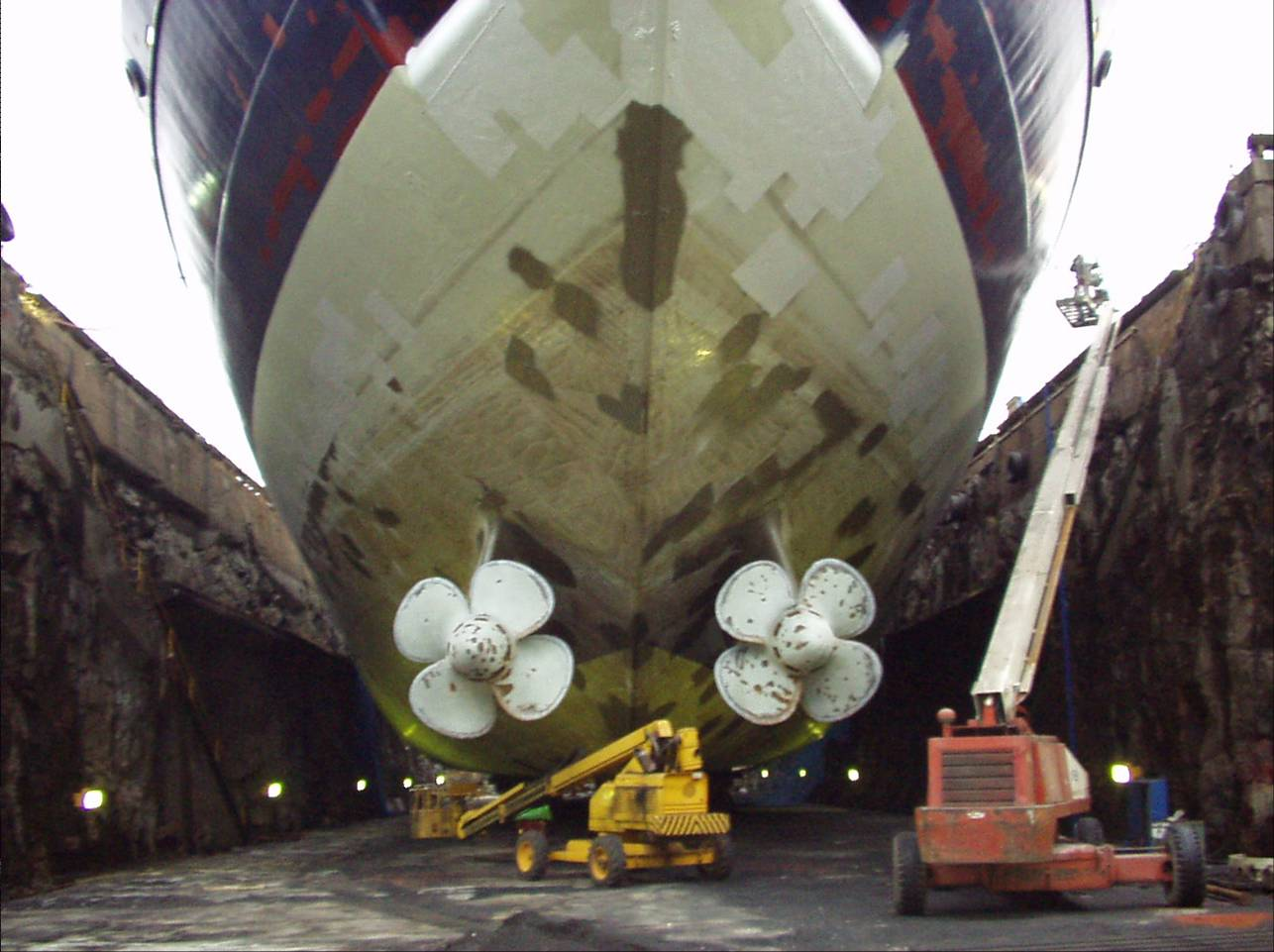
Ymer framifrån i docka.

Trögheten vid gång i is beror inte bara på isen som man måste krossa framför fartyget. Friktionen mellan isen och fartygets sidor är en minst lika stor faktor till att fartyg har svårt att ta sig fram. Isbrytares skrov är därför utformade som ägg, vilket ger dem mindre sidor och mot vilka friktion mot isen kan uppkomma.
För att ytterligare minska friktionen mellan isen och skrovet spolar man vatten längs med isbrytarens sidor så att isen inte kommer i kontakt med skrovet. Detta kan göras på olika sätt. Atle-klassen, som är utrustade med propellrar i fören använder inte dessa för att öka kraften mot isen som man skulle kunna tro. De har istället som funktion att ”vattensmörja” skrovet. Vid bogsering smörjer de aktra propellrarna det assisterade fartygets skrov. En funktion som kommer på köpet med förliga propellrar är att de suger undan vattnet under isen omedelbart framför isbrytaren, vilket gör det lättare att bryta isen.
Nackdelen med propellrar i fören är att effekt som annars hade kunnat användas till framdrift går åt till vattensmörjning. Isbrytare utan förliga propellrar kan istället spola ut vatten, som Oden och Viking-klassen, eller blåsa ut luft i fören, som Ale, för att minska friktionen. Då kan all effekt användas till framdrivning men isbrytaren får försämrade manöveregenskaper, framförallt vid backning. Om det assisterade fartyget fastnar måste de göra en stor sväng och komma upp bakom för att bryta loss det, medan de med propellrar i fören snabbt och lätt kan backa upp bredvid och lätta på istrycket.
Alla svenska isbrytare (förutom Ale) är utrustade med ett krängningssystem som pumpar vatten fram och tillbaka mellan tankar längs sidorna och därigenom krossar isen under sig för att kunna komma loss.

### Isbrytningsassistans

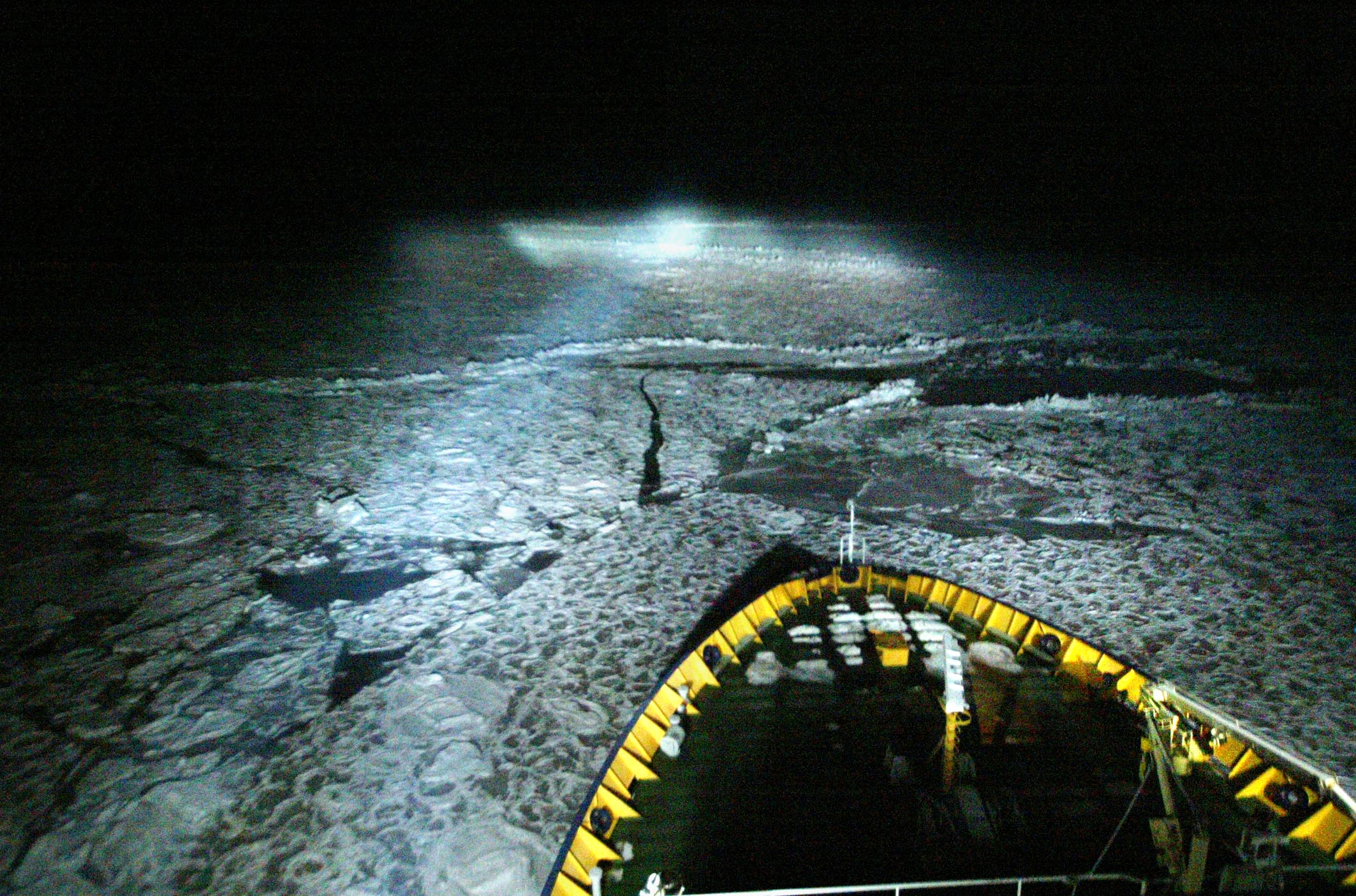
Isbrytarens strålkastare lyser upp isen under nattlig isbrytning.

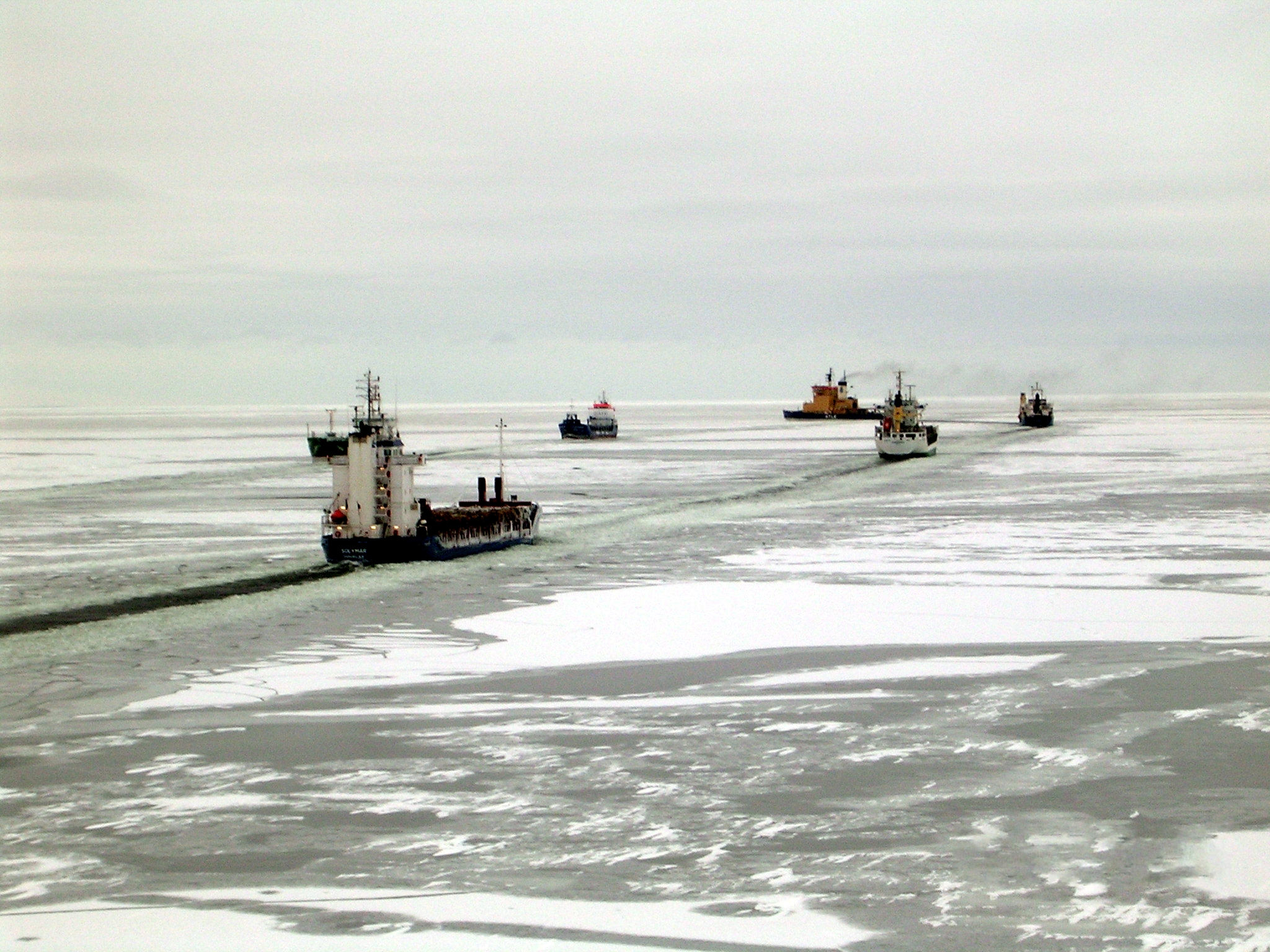
Ymer och Atle överlämnar konvojer till varandra för att kunna stanna i sina respektive ansvarsområden.

Under isbrytningsverksamheten ges varje isbrytare ett område den skall assistera i. Ju svårare isläget är, desto mindre är detta område och desto fler isbrytare behövs.
En vanlig uppfattning bland allmänheten är att isbrytare endast behöver bryta upp en ränna som fartyg sedan kan gå i. I själva verket är det emellertid så att en ränna endast är öppen under ett kort tag efter att isbrytaren brutit den. Därför skall fartyg som är på väg mot isbetäckta farvatten ropa upp den isbrytare som opererar i området. Om isbrytaren anser att fartyget kan klara sig i det befintliga isläget kan de ge fartyget instruktioner för den lättaste vägen genom området. Fastnar fartyget på vägen kommer isbrytaren och bryter loss det.
Bedömer man att fartyget inte kommer att klara sig ger man det order att gå till en punkt där isbrytaren möter upp. Om destinationshamnen ligger i isbrytarens assistansområde går man dit. Skall fartyget bara igenom området assisterar man det till gränsen där nästa område börjar. Stöter man på öppet vatten talar man om för fartyget hur de skall fortsätta resan och vilken isbrytare de skall ta kontakt med när de stöter på is. Om gränsen mellan assistansområdena går igenom fast is lämnar man helt enkelt fartyget att vänta på att nästa isbrytare kommer och tar över. Man arbetar för att inga fartyg skall behöva vänta längre än fyra timmar på isbrytarassistans. I vissa fall händer det att isbrytarna kan anpassa assistanserna så att de inte behöver låta fartygen vänta på nästa isbrytare utan kan lämna över dem direkt. Det är detta som sker i bilden till höger. Isbrytarna Atle och Ymer kommer med en konvoj var efter sig och byter vid överlämningen bara plats med varandra så att fartygen kan fortsätta direkt och isbrytarna stannar i sina respektive ansvarsområden.
Konvojsystem använder man sig av då flera fartyg skall gå samma väg genom ett område. Isbrytaren beordrar då fartygen att bege sig mot en punkt. När alla fartyg är där kommer isbrytaren och bryter en ränna som fartygen kan följa efter i. Därefter är tillvägagångssättet samma som vid singelassistanser. Skulle något av fartygen i konvojen fastna gör isbrytaren bedömningen om det är lämpligt att vända och bryta loss det. Anser man att det finns risk att de andra fartygen fryser fast under tiden de måste gå utan isbrytare framför sig, låter man fartyget sitta. Detta kan bli frustrerande för fartyg långt bak i en konvoj som tvingas stanna endast för att ett fartyg framför har fastnat.

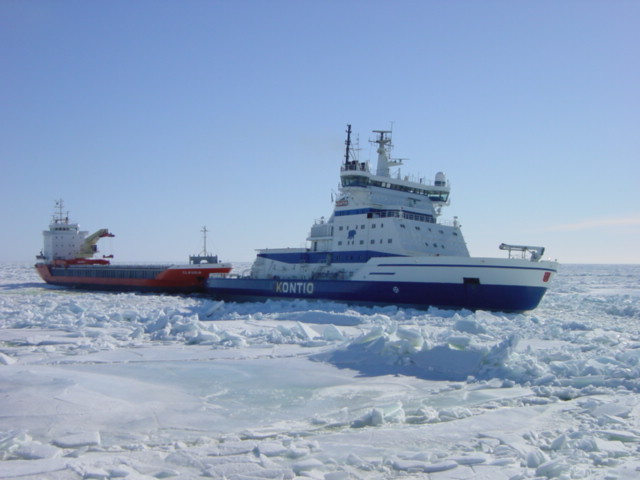
Den finska isbrytaren Kontio under bogsering av lastfartyg.

Vid kraftiga strömmar och/eller vindar kan det hända att isen driver ihop som ett blixtlås bakom isbrytaren och klämmer fast det assisterade fartyget. Det kan också inträffa att issörjan blir så tjock bakom isbrytaren att det assisterade fartyget inte orkar följa efter. Därför är samtliga isbrytare utrustade med bogserspel och bogserklyka. När bogsering skall utföras kopplas isbrytare och assisterat fartyg samman. Det finns en rad bestämmelser om hur bogsering skall genomföras. Exempelvis får avståndet mellan fartygets bulb och isbrytarens skrov inte understiga två meter, och om det finns risk att fartygets ankare kan komma i kontakt med isbrytaren skall det surras upp bakåt mot skrovet eller läggas på däck.
När bogseringen påbörjas börjar isbrytaren dra samtidigt som den vid behov ger order till det bogserade fartyget att skjuta på med lagom kraft. I och med att isbrytaren och det assisterade fartyget har spänts samman så hårt kan det bogserade fartyget användas som isbrytarens roder. Om isbrytaren ger det bogserade fartyget order att gira babord, kommer ekipaget att gira styrbord. Statsisbrytarna har sina bogserklykor inbyggda i skrovet, medan Viking-klassen har en stor rulle längst i aktern. Dessa används av offshorefartyg vid ankarhantering. På grund av detta måste de gå till Öresundsvarvet i Landskrona och montera på bogserklykor innan de påbörjar sin isbrytarexpedition.

## Isspaning

### Flygplan
Redan under de svenska statsisbrytarnas första vintrar på slutet av 1920-talet insåg man att spaning från luften skulle underlätta mycket för isbrytningsverksamheten. Men på den tiden fanns inga helikoptrar, och ett flygplan på däck bedömdes inte vara realistiskt. Något som bevisades av försöket att utrusta Ymer (I) med just detta. Flygplanet kunde nämligen bara lyfta och landa på slät is eller vatten, vilket begränsade tillfällena och därmed möjligheterna att använda flygplan för isflygspaning, varför flygplanet togs bort från Ymer (I) i samband med andra världskrigets utbrott. Istället fick isbrytardirektören möjlighet att vid behov hyra in Flygvapnets flygplan för att bedriva flygspaning. Detta användes på riktigt för första gången i Öresund vintern 1946/1947 och visade sig fungera väldigt bra. Isbrytarna fick en mycket bättre överblick över isläget och flygplanen användes även för lokalisering av fastfrusna fartyg. Om statsisbrytarna inte kunde ta sig till dem kunde flygplanen släppa av förnödenheter till fartygen. Även i Göteborg hade man den vintern börjat isflygspana genom att stationera en autogiro på Göta Lejon. Autogiron var föregångaren till helikoptern och ser ut som en blandning mellan en helikopter och ett flygplan.

### Helikopter

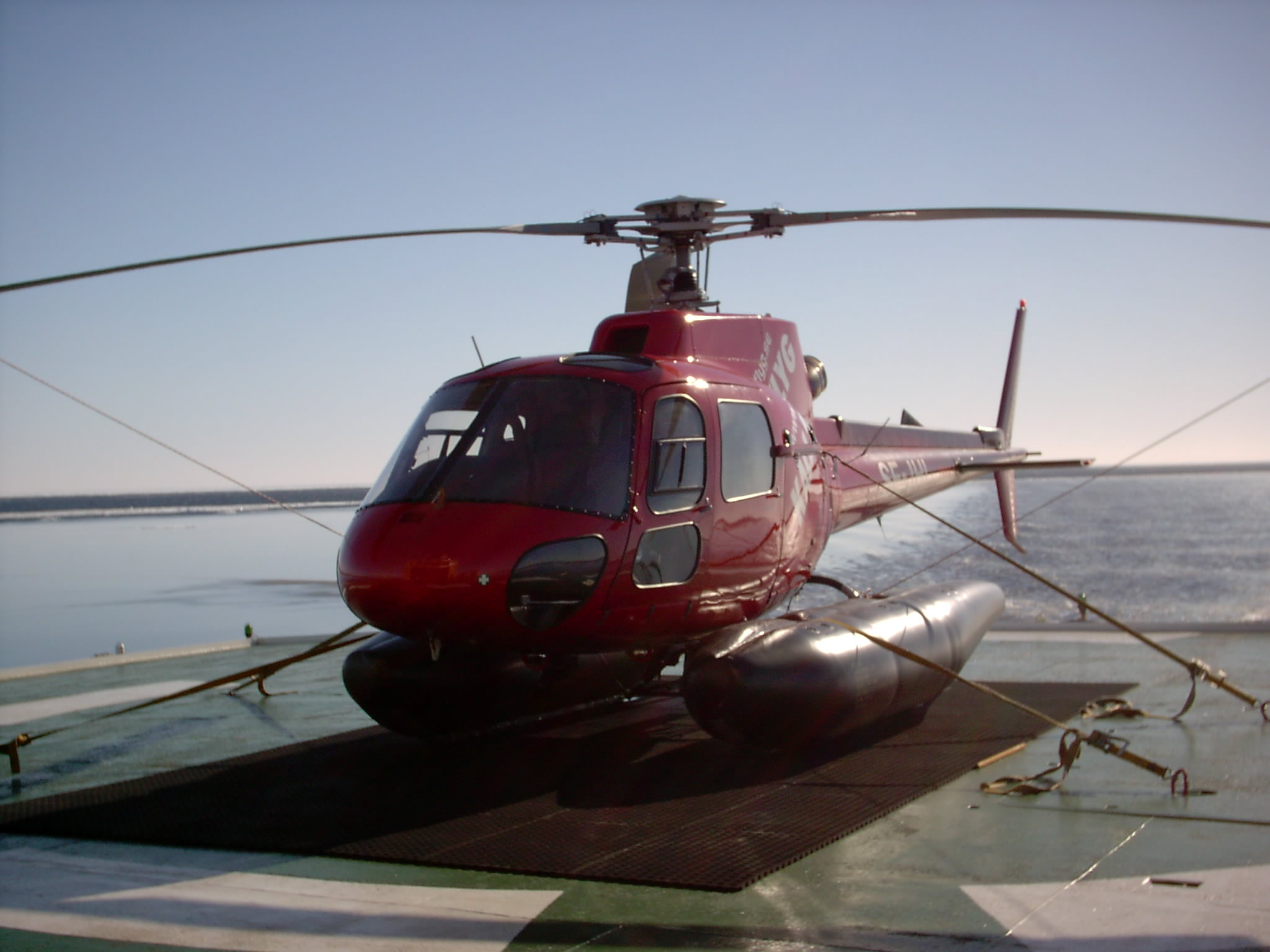
Spaningshelikopter på Ymer 2004

Som mycket annat var helikoptern en produkt av den oerhörda tekniska utveckling som pågick under andra världskriget. 1947 kom den första till Sverige och 1955 började de användas till spaning för isbrytning. Eftersom dessa var stora och otympliga, och därmed inte kunde landa på de förhållandevis små isbrytarna såg detta inte ut att bli en framgång. I stället började flygvapnet flyga ut över havet under sina övningar och isspana utan att det gick ut över isbrytningens anslag.
Vintern 1966/1967 stationerades för första gången helikopter på isbrytare. Nu kunde personalen på isbrytarna följa med helikoptrarna och observera isläget, varpå man med isbrytaren kunde gå enklaste vägen genom isen. 1974 utrustades helikoptrarna med VHF vilket effektiviserade isbrytningen ytterligare, på så vis att rapporteringen till isbrytaren gick fortare. Och att helikoptern kunde flyga iväg och assistera handelsfartyg medan isbrytaren låg stilla i isen eller assisterade ett annat fartyg var också en effektivisering av isbrytningsverksamheten.
Isbrytarna hade emellertid inte helikopterdäck, varför var helikoptern tvungen att flyga i land på nätterna samt varje gång bogsering skulle utföras. Därför byggdes de nya isbrytarna med helikopterplattor så att helikopter kunde stationeras ombord under hela säsongen. Atle-klassen var den första typen. Atle och Frej har likadana helikopterplattor, medan Ymer har en något större som även är utbyggbar för att kunna ta ombord större helikoptrar, bland andra Marinens Vertoler. Oden har ett ännu större helikopterdäck och kan ta ombord två helikoptrar samtidigt. Viking-klassen har ingen fast helikopterplatta, men det finns en på Öresundsvarvet i Landskrona som man kan utrusta ett av fartygen med.
Från 2005 finns inga fast stationerade helikoptrar ombord, eftersom behovet av isspaning i princip upphört. Numera har isbrytarna kontinuerligt tillgång till satellitbilder som täcker betydligt större områden än vad helikoptrarna kunde spana av.

### IBNet
För att samordna och organisera isbrytningsverksamheten använder sig den svenska och den finska isbrytartjänsten av ett gemensamt lednings- och informationssystem kallat IBNet (IceBreakerNet). Varje isbrytare matar in information om fartygstrafiken i sitt distrikt, och detta vidarebefordras sedan till samtliga svenska och finska isbrytare. Dessutom är systemet kopplat till AIS (Automatic Identification System). Finska Meteorologiska Institutet distribuerar dessutom under issäsong så gott som dagligen satellitbilder av det gällande isläget, vilket gör att systemet avsevärt underlättar isbrytningsverksamheten.

## Samarbete runt Östersjön
Finland har ett större behov av isbrytning än Sverige. Att Finlands sydligaste punkt ligger i höjd med Stockholm gör att hela kuststräckan täcks av is, till skillnad från Sverige, vars västkust i regel är isfri. Läget förvärras av att Finlands kust är långgrund, medan Sveriges är djup, samt att västliga vindar dominerar, vilket blåser över isen till den finländska sidan. På grund av detta är den finländska isbrytarflottan större än den svenska.
Om vinden vänder under en period, samlas isen å andra sidan i svenska skärgårdar och isläget lättar i Finland. Därför har Sverige och Finland under 30 år samarbetat för att effektivisera isbrytningen. Det är inte ovanligt att en svensk isbrytare lämnar över en konvoj till en finländsk, som i sin tur lämnar över den till en svensk och så vidare. Om isläget blir mycket kraftigt för ett av länderna, men lättare för det andra, händer det även att isbrytare assisterar i det andra landets skärgårdar.
I början av 2000-talet utvecklades detta samarbete till att involvera alla länder runt Östersjön. Detta arbete kallas Baltic Icebreaking Management och innebär att samtliga isbrytare i Östersjöregionen skall kunna arbeta tillsammans. I dag är Danmark, Estland, Finland, Tyskland, Lettland, Litauen, Polen, Ryssland, Sverige och Norge medlemmar. Samarbetet har bland annat resulterat i att de tidigare svenska Viking-fartygen har använts för att assistera i estniska farvatten.

## Lista över svenska isbrytare

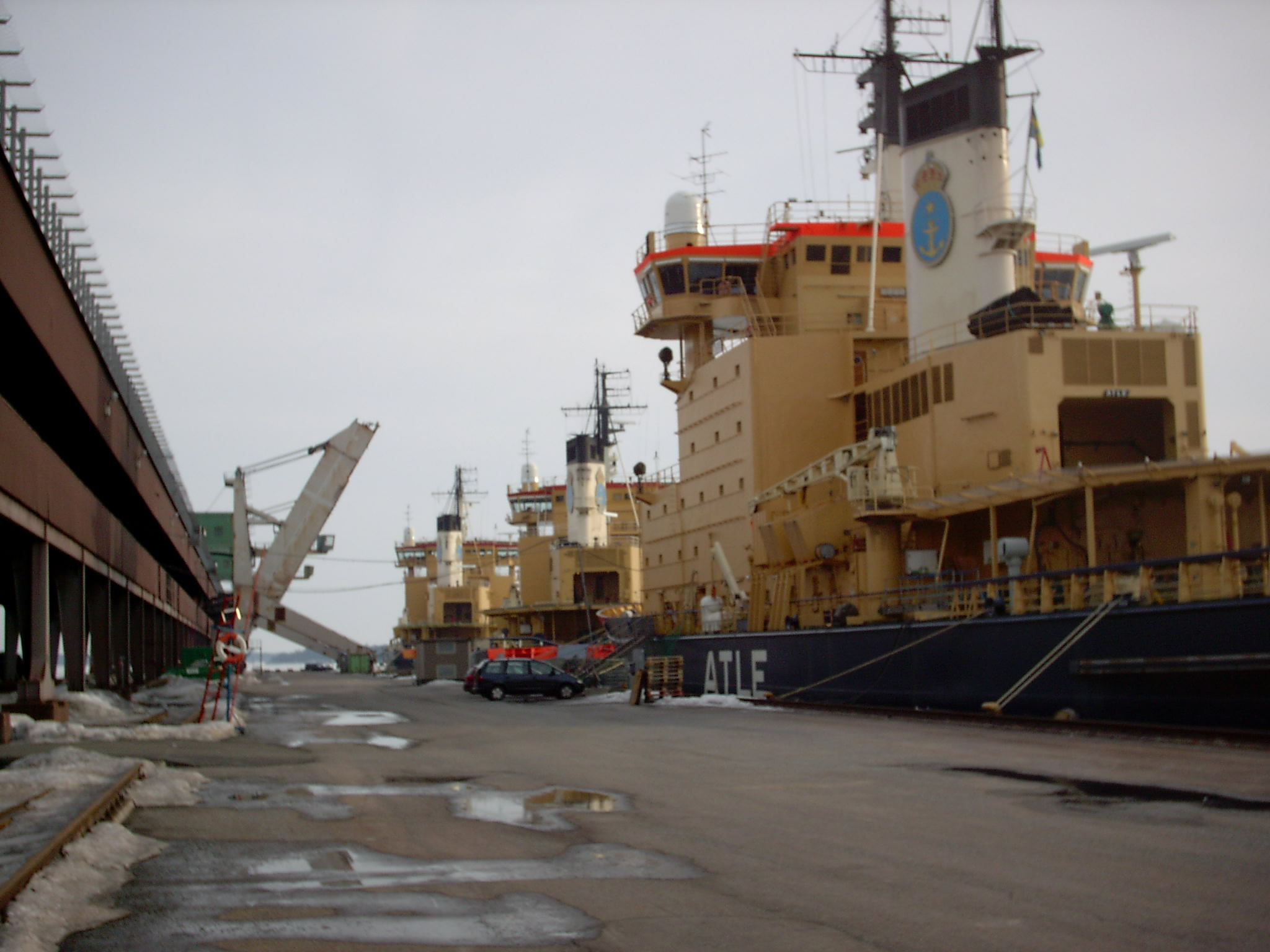
Atle-klassen till kaj i Luleå.

### Tidigare isbrytare
- Isbrytaren I
- Isbrytaren II
- Isbrytaren III
- Bore
- Sankt Erik, från början Isbrytaren II
- Atle (I), från början Statsisbrytaren
- Ymer (I)
- Thule
- Oden (I)
- Tor
- Njord
- Isbrytaren Göta Lejon
- Viking-klass
  - Tor Viking
  - Balder Viking
  - Vidar Viking

### Isbrytare i tjänst
- Ale
- Atle-klass
  - Atle (II)
  - Frej
  - Ymer (II)
- Oden (II)

#### Reservisbrytare
- Scandica
- Baltica